# Поткозарска етно-кућа у Пискавици
Поткозарска етно-кућа у Пискавици направљена је за потребе фестивала „Козара етно“ 2007. године, а данас се користи и у туристичкој понуди анимација у сеоском туризму. Од 2016. године фестивал „Козара етно“ је на листи ЦИОФ-а што значи да ће бити у календару оваквих и сличних манифестација у свету.

## Опис етно-куће
Кућа припада типу куће полубрвнара-получатмара, коју карактерише архитектура и орнаментика прилагођена дрвету. Састоји се из две просторије: куће и собе. У склопу етно-куће налази се ладара за око 25 особа и традиционална љуљашка за децу.
Кућа и окућница су опремљене аутентичним покућством поткозарских домаћинстава.

## Власништво и управљање
Власништво над Поткозарска етно-кућа у Пискавици и овом локацијом има КУД „Пискавица“ који од 2005. године организује и фестивал „Козара етно“. Како овом локацијом и активностима не руководи приватно лице, у активности везане за ову локацију укључени су стручњаци кроз ангажман у организовању и функционисању манифестација, тако да се сегмент нематеријалног културног насљеђа одвија под контролом научника из ове области.

## Изложбене поставке
У етно-кући у Пискавици поред сталне изложбене поставка етно-предмета, одржавају се и повремене тематске изложбе на којима се артефакти излажу у складу са темом фестивала „Козара етно“.

## Историја
Не постоји податак о томе ко је локацију именовао етно-локацијом, а именована је на основу традиционалне архитектуре и орнаментике, аутентичног покућства и окућнице (ладара и љуљачка).
„Козара етно“ у склопу којег се у објекту поред сталне и тематских изложби одржава и приказ обичаја. Манифестација се одвија кроз неколико сегмената значајних за очување традиције: смотра фолклора, такмичење у изворном певању (ојкача), такмичење у свирању на традиционалном инструменту (тамбура трожица), тематска изложба, приказ обичаја, традиционалне спортске активности, презентовање традиционалне кухиње и изложбено-продајна поставка (Етно-тржница).

## Туризам
Поткозарска етно-кућа у Пискавици у понуди Туристичке организације Бања Лука налази се од 2008. године, ову кућу је нпр. током 2015. године обишло око 1.000 посетилаца.

### Фестивал
У првој недељи месеца јула, у Пискавица и и на тврђави Кастел у Бањалуци, одржава се традиционална манифестација „Козарски етно“, уз учешће представника из неколико земаља. Фестивал почев од 2005. годиненепрестано унапређује ову манифестацију. Прва три дана фестивала се одржају у поткозарском селу Пискавица, док се завршни дан са фестивалом светске етно музике одржава на тврђави Кастел у Бањалуци.
Козарски етно приказује козарског човека, како се некада живело на Козари и Поткозарју кроз презентацију традиционалоних обичаја, културе и домаће кухиње. Манифестација је обојена аутентичним етно звуком кроз Фестивал изворних песама и свирања у којем учествују групе са козарског подручја као и гости из иностранства.
Манифестација Козарски етно сваке године има одређену тему и сваке године представља различите сеоске активности које су се у поткозарским селима изводиле у кући и пољу. У складу са темом манифестације организују се перформанси, изложбе, презентације и други културни и туристички садржаји.

## Значај
„Поткозарска етно-кућа“ у Пискавици са фестивалом „Козара етно“ је пример добре праксе и добар модел на основу којег би се у Републици Српској развила стратегија заштите и промоције материјалног и нематеријалног културног наслеђа кроз етно-локације и етно-манифестације.